# Peter Lauritzen

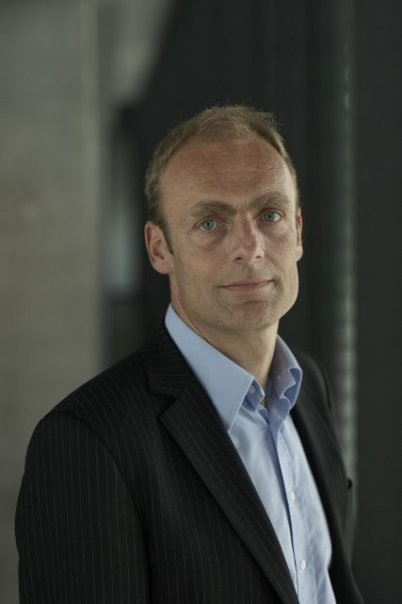
Peter Lauritzen (2012)

Peter Lauritzen (* 8. Dezember 1959 in Aarhus) ist ein dänischer Beamter. Er war von 2002 bis 2005 Reichsombudsmann Grönlands.

## Leben
Peter Lauritzen ist der Sohn des Ökonomen Olaf P. Lauritzen († 2012) und seiner Frau Erna Nielsen († 2010). Am 20. November 1993 heiratete er die Juristin Dorthe Søndergaard Sørensen (* 1962), Tochter des Seniorsergents Flemming Sørensen († 2013) und der Büroassistentin Gyda Nielsen. Aus der 2015 geschiedenen Ehe gingen eine Tochter und drei Söhne hervor.
Peter Lauritzen besuchte die Kathedralschule in Aarhus, die er 1978 abschloss. 1988 verließ er die Universität Aarhus als cand.scient.pol. und cand.mag.  Anschließend arbeitete er bis 1993 als Dozent für Jura und Staatswissenschaft an der Universität Kopenhagen. Nebenher war er als Bevollmächtigter und Ministersekretär im dänischen Arbeitsministerium tätig. Von 1993 bis 1994 war er Bevollmächtigter im Staatsministerium und anschließend bis 1996 ebendort Ministersekretär. Von 1996 bis 1997 war er Unterdirektor der Dänischen Arbeitgebervereinigung. Von 1997 bis 1998 war er als Berater im Staatsministerium tätig, bevor er dort zum Administrationschef ernannt wurde. Vom 1. April 2002 bis zum 31. März 2005 war er Reichsombudsmann in Grönland. Von 2005 bis 2007 war er wieder im Staatsministerium tätig, bevor er 2007 zum Direktor der Universität Roskilde ernannt wurde. Als solcher war er seit 2008 auch Vizevorsitzender im Ausschuss der dänischen Universitätsdirektoren, dessen Vorsitzender er seit 2015 ist.
Peter Lauritzen ist Ritter 1. Grades des Dannebrogordens.